# قصبة تامنوكالت (تيسركات)
قصبة تامنوكالت هو دُوَّار يقع بجماعة مزكيطة، إقليم زاكورة، جهة درعة تافيلالت في المملكة المغربية. ينتمي الدوّار لمشيخة تيسركات التي تضم 16 دوار. يقدر عدد سكانه بـ 346 نسمة حسب الإحصاء الرسمي للسكان والسكنى لسنة 2004.

## التسمية
يمكن ترجمة كلمة تامنوكات باللغة الأمازيغية إلى ما معناه نقطة التقاء أو مكان الالتقاء. مما يشير إلى ان تامنوكالت كانت ملتقى.

## التاريخ
كانت تامنوكالت عبارة عن حامية في عهد السعديين. بدأ دورها السياسي والاقتصادي مع تعيين ومجيء القايد طالب الحسن من طرف السلطان العلوي خلال القرن 18. في زيارة لدو فوكول في عام 1884 لاحظ أنها «كانت عاصمة المنطقة التي يحكمها القائد عبد الرحمن بن الحسن» وفي عام 1907، عرض قائد المنطقة سي محمد قواته من مزكويتا للدفاع عن السلطان مولاي حفيظ ضد شقيقه.
قام التهامي الكلاوي في عام 1919 ب«حركا» للسيطرة على المنطقة والتي جعلت ابن عمه حمو يتخد القصبة كمقر إقامته.

## روابط خارجية
- البوابة الوطنية للجماعات الترابية نسخة محفوظة 12 مارس 2018 على موقع واي باك مشين.
- المندوبية السامية للتخطيط